# Astragalus campylorrhynchus
Astragalus campylorrhynchus är en ärtväxtart som beskrevs av Fisch. och Carl Anton von Meyer. Astragalus campylorrhynchus ingår i släktet vedlar, och familjen ärtväxter. Inga underarter finns listade i Catalogue of Life.